# اوبرایان (اورگن)
براین (به انگلیسی: O'Brien) یک منطقهٔ مسکونی در ایالات متحده آمریکا است که در شهرستان جوزفین، اورگن واقع شده‌است. براین ۵۰۴ نفر جمعیت دارد.